# Lac Krüger
Le Lac Krüger, en Argentine, est un lac andin d'origine glaciaire situé sur le territoire de la province de Chubut, dans le département de Futaleufú, en Patagonie. 

## Géographie
Le lac est allongé du nord-ouest vers le sud-est, sur plus ou moins 4,5 kilomètres. Il est situé au sein du parc national Los Alerces. 

## Tributaires
- Le lac Krüger est alimenté avant tout par le lac Futalaufquen qui lui apporte ses eaux par un très court détroit, l'Estrecho de los Monstruos (en français, Détroit des Monstres ou des Génies). Celui-ci se situe à son extrémité nord-est.
- Il reçoit en outre au niveau de sa rive nord-ouest le río Stange, émissaire d'une petite chaîne de lacs, composée essentiellement du lac Stange et du lac Chico.

## Émissaire
L'émissaire du lac Krüger est le río Frey qui naît au niveau de son extrémité sud-est et coule vers le sud. Il se jette dans le lac Amutui Quimei distant de quelque 12 kilomètres à vol d'oiseau. 